# فضای منفی (فیلم)
فضای منفی (به انگلیسی: Negative Space) یک انیمیشن کوتاه استاپ موشن فرانسوی محصول ۲۰۱۷ توسط مکس پورتر و رو کوواهاتا است. این فیلم نامزد جایزه اسکار بهترین پویانمایی کوتاه در نودمین دوره جوایز اسکار شد. این بر اساس شعری از ران کورتگه است.

## داستان
نگاهی نوستالژیک به یک پدر (تاجر دوره گرد) و رابطه پیچیده او با پسر عقب مانده اش در کنار مهارت کارآمد چمدان.